# 約翰·凱

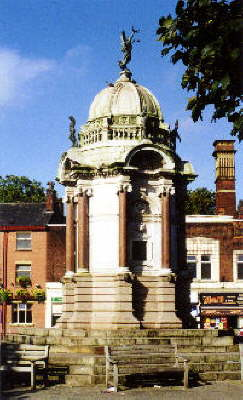
約翰·凱

约翰·凯伊（英語：John Kay，1704年6月17日—1780年？月？日），著名英國發明家，其發明的滑輪梭子（俗稱飛梭）對工業革命有重大的影響、對紡織業有歷史性的重大貢獻。

## 生平
約翰·凱在1704年出生於英國蘭開夏郡的伯里市，父親是一個自耕農民。關於他早期生活的資料不多。
在他發明飛梭前，英國人一直使用手搖紡織機來織布，這機器需要織工用兩手使梭子來回穿梭以織成一幅窄幅布，效率不高，織較寬闊的布匹時更需要二人同時操作。這機器被沿用多個世紀，直至1733年約翰·凱為飛梭申請專利，才慢慢的取代了手搖紡織機。
飛梭能自動穿梭往復，令緯紗快速穿越經紗，因而只需一個織工就能快速地織出寬闊的布，大大減少了人力需求。但他並沒有因此名成利就，一些工廠使用飛梭織布但拒絕給予他專利權稅，就此他花了很多時間和精神以追討賠償。此外，由於飛梭使工廠大大減少了勞動需求，一些織布廠織工認為他的發明令他們的生計受到威脅，所以在1753年，暴民洗劫了他在伯雷的房子。約翰·凱為此感到心灰，並遷往法國重新開始他的生活和工作，並在當地售賣飛梭，但成績不理想。
他被後人稱為在紡織工業史上最重要的人物之一，但他在死前仍未得到英國人的認同，並於1780年在貧困中死去。